# Скейлс-Маунд (Іллінойс)
Скейлс-Маунд (англ. Scales Mound) — селище (англ. village) в США, в окрузі Джо-Дейвісс штату Іллінойс. Населення — 436 осіб (2020).

## Географія
Скейлс-Маунд розташований за координатами 42°28′39″ пн. ш. 90°15′4″ зх. д. / 42.47750° пн. ш. 90.25111° зх. д. (42.477518, -90.251100).  За даними Бюро перепису населення США в 2010 році селище мало площу 0,59 км², уся площа — суходіл. В 2017 році площа становила 1,63 км², уся площа — суходіл.

### Клімат
| Клімат : Скейлс-Маунд | Клімат : Скейлс-Маунд | Клімат : Скейлс-Маунд | Клімат : Скейлс-Маунд | Клімат : Скейлс-Маунд | Клімат : Скейлс-Маунд | Клімат : Скейлс-Маунд | Клімат : Скейлс-Маунд | Клімат : Скейлс-Маунд | Клімат : Скейлс-Маунд | Клімат : Скейлс-Маунд | Клімат : Скейлс-Маунд | Клімат : Скейлс-Маунд | Клімат : Скейлс-Маунд |
| Показник              | Січ.                  | Лют.                  | Бер.                  | Квіт.                 | Трав.                 | Черв.                 | Лип.                  | Серп.                 | Вер.                  | Жовт.                 | Лист.                 | Груд.                 | Рік                   |
| Середній максимум, °C | −3                    | 1                     | 7                     | 15                    | 22                    | 27                    | 29                    | 27                    | 23                    | 17                    | 8                     | 1                     | 14,6                  |
| Середній мінімум, °C  | −16                   | −12                   | −6                    | 0                     | 6                     | 12                    | 14                    | 13                    | 8                     | 1                     | −4                    | −11                   | 0,5                   |
| Норма опадів, мм      | 28.4                  | 31.5                  | 65.5                  | 85.9                  | 90.7                  | 128.8                 | 73.7                  | 113                   | 92.2                  | 63.8                  | 68.8                  | 45                    | 887                   |
| --------------------- | --------------------- | --------------------- | --------------------- | --------------------- | --------------------- | --------------------- | --------------------- | --------------------- | --------------------- | --------------------- | --------------------- | --------------------- | --------------------- |
| Джерело: weather.com  |                       |                       |                       |                       |                       |                       |                       |                       |                       |                       |                       |                       |                       |

## Демографія
Згідно з переписом 2010 року, у селищі мешкало 376 осіб у 154 домогосподарствах у складі 101 родини. Густота населення становила 636 осіб/км².  Було 183 помешкання (309/км²).
Расовий склад населення:
| - 98,1 % — білих - 0,3 % — азіатів |

До двох чи більше рас належало 1,3 %. Частка іспаномовних становила 1,1 % від усіх жителів.
За віковим діапазоном населення розподілялося таким чином: 24,2 % — особи молодші 18 років, 61,7 % — особи у віці 18—64 років, 14,1 % — особи у віці 65 років та старші. Медіана віку мешканця становила 39,0 року. На 100 осіб жіночої статі у селищі припадало 103,2 чоловіків;  на 100 жінок у віці від 18 років та старших — 99,3 чоловіків також старших 18 років.
Середній дохід на одне домашнє господарство  становив 53 234 долари США (медіана — 43 750), а середній дохід на одну сім'ю — 60 942 долари (медіана — 51 500). За межею бідності перебувало 14,1 % осіб, у тому числі 18,8 % дітей у віці до 18 років та 4,2 % осіб у віці 65 років та старших.
Цивільне працевлаштоване населення становило 244 особи. Основні галузі зайнятості: освіта, охорона здоров'я та соціальна допомога — 25,0 %, виробництво — 12,3 %, роздрібна торгівля — 9,8 %, будівництво — 9,8 %.